# Ogenne
Pour les articles homonymes, voir Ogenne.
Ogenne est une ancienne commune française du département des Pyrénées-Atlantiques. Le 12 mai 1841, la commune fusionne avec Camptort pour former la nouvelle commune d'Ogenne-Camptort.

## Géographie
Ogenne est un village du Béarn, situé à dix kilomètres au sud de Lacq.

## Toponymie
Le toponyme Ogenne apparaît sous les formes 
Ogene (XIe siècle, d'après Pierre de Marca), 
Oiena (XIIIe siècle, titres de Préchacq), 
Sent-Jacme d'Ojenne (vers 1350, notaires de Lucq-de-Béarn), 
Oyene (1385, censier de Béarn) et 
Ogena (1548, réformation de Béarn).

## Histoire
Paul Raymond note qu'en 1385 Ogenne dépendait du bailliage de Navarrenx et comptait 29 feux.

## Démographie
| 1793 | 1800 | 1806 | 1821 | 1831 | 1836 |
| ---- | ---- | ---- | ---- | ---- | ---- |
| 322  | 297  | -    | 319  | 355  | 367  |

## Pour approfondir